# Deh-e Morghī
Deh-e Morghī (persiska: Deh Morghī, ده مرغی) är en ort i Iran.   Den ligger i provinsen Kerman, i den centrala delen av landet, 800 km sydost om huvudstaden Teheran. Deh-e Morghī ligger 1 978 meter över havet och antalet invånare är 121.
Terrängen runt Deh-e Morghī är lite kuperad. Runt Deh-e Morghī är det glesbefolkat, med 16 invånare per kvadratkilometer. Närmaste större samhälle är Pārīz, 18,4 km norr om Deh-e Morghī. Trakten runt Deh-e Morghī är ofruktbar med lite eller ingen växtlighet.